# Puertas (Cabrales)

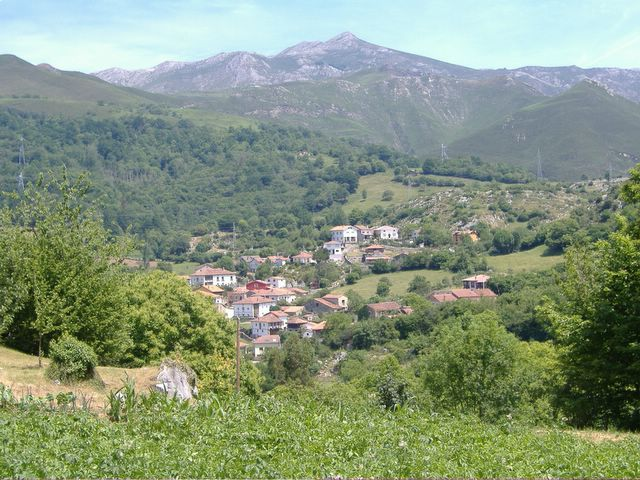
Imagen de Puertas desde el camino del cementerio

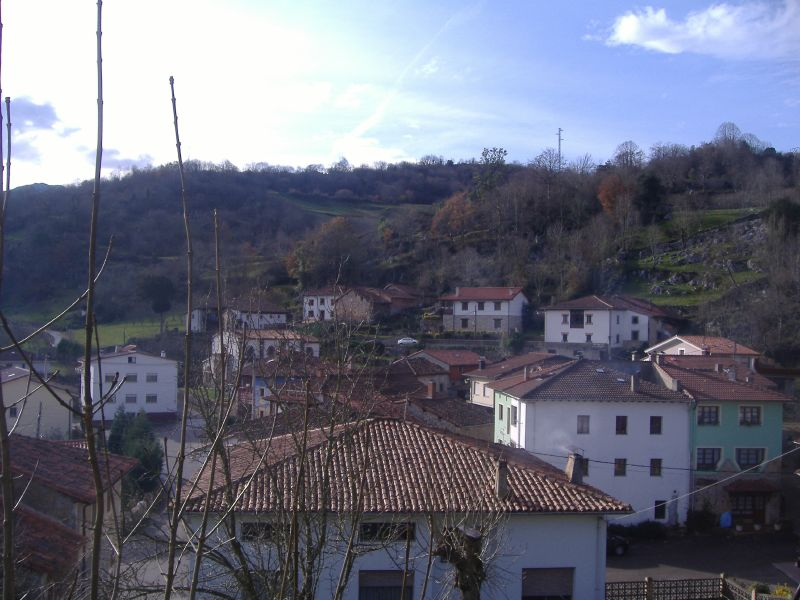
Imagen de Puertas.

Puertas (Santolaya en asturiano) es una de las nueve parroquias del concejo de Cabrales, en Asturias (España). 
La parroquia de Puertas incluye tres localidades:
- El Escobal (L'Escobal)
- Pandiello (Pandiellu)
- Puertas

La superficie de la parroquia es de 15,93 km²: Su población según el censo de 2015 es de 133 habitantes. La estación de ferrocarril más cercana es Posada de Llanes. Atraviesan la parroquia las carreteras AS-114, AS-115 y la CA-1. Por la parroquia de Puertas corren los siguientes ríos: Terviña y Zóbilo por el norte, que desembocan en el río Las Cabras; por el sur el río Casaño; al este el río de Puertas, el río Ricao también conocido como Escuru.
La parroquia de Puertas limita al norte con el concejo de Llanes; parroquias de Caldueño y Meré, al oeste con el concejo de Onís; parroquia de La Robellada;  y con la parroquia cabraliega de San Roque, al sur con la parroquia cabraliega de Berodia y al este con la parroquia de Asiego.

## Historia
Los primeros asentamientos humanos en la parroquia datan del periodo magdaleniense, en la parroquia se encuentra la cueva de la Covaciella reconocida como Patrimonio de la Humanidad por la Unesco. Para asegurar su conservación la cueva se encuentra cerrada si bien existen réplicas de la misma en la Casa Bárcena de Carreña y en el Parque de la Prehistoria de Teverga. 
La antigua iglesia parroquial data del siglo XI y se levanta junto a un tejo. Derruida a finales de la década de los años 1930 aun conserva sus muros principales. Su estado de conservación es de absoluto abandono. Se encuentra catalogada como Patrimonio Cultural de Asturias. 
La parroquia de Puertas estuvo vinculada al monasterio de San Pelayo así como a los de Villanueva de Cangas y San Antolín de Bedón. Este hecho se manifiesta en la toponimia del lugar en casos como la Pontiga Los Frailes. Así mismo en el siglo XVI se cita la presencia de misioneros, o inquisidores dominicos en Puertas que narran la celebración de cultos y ritos precristianos. 
El llamamiento de la Junta General del Principado de Asturias del 25 de mayo de 1808 fue escuchado en Puertas y así constan escaramuzas contra el ejército francés en las proximidades de la Covaciella, que también fue conocida como cueva de los franceses. Aquellas serían comandadas por Miguel Borbolla quien apoyaría la Constitución de Cádiz de 1812 así como el levantamiento del general Rafael del Riego contra la tiranía absolutista. La tradición dice que durante las guerras napoleónicas se destruyó la antigua que la casa Posada tenía en Puertas.

## Economía
La economía parroquial es eminentemente agrícola y ganadera, si bien existieron diversas explotaciones mineras de pequeña importancia. Hubo en Puertas dos molinos harineros, el molín del Taranguín y el del H.uracáu. La venta de la avellana fue un pilar importante dentro de la economía parroquial. Se tiene constancia de dos llagares de sidra en Puertas, en la actualidad existen 8 de producción y consumo particular. La producción de queso de Cabrales fue otro soporte para las familias. 
Comparte con la parroquia de San Roque el puerto de Soga en los Picos de Europa, que a su vez se encuentra en la parroquia de Bulnes. La subida al puerto se hacía a finales de marzo y se extendía hasta el 1 de noviembre cuando se derrotaban las erías. Durante el invierno el ganado vacuno aprovechaba las erías y el lanar se mantenía en los invernales.

## Cultura
El juego tradicional de la parroquia son los bolos en su modalidad de cuatreada, hay bolera en Puertas. 
Puertas o elementos del pueblo aparecen en diferentes poemas de Alfonso Camín, conocedor de la parroquia y sus gentes.
La lengua de la parroquia es la asturiana.

## Eventos culturales
Puertas es la sede del Puertas FilmFest, muestra de cine independiente y de autor única en el oriente asturiano. 

## Asociacionismo
La Asociación de Vecinos y Amigos de Puertas organiza actividades sociales y culturales así como defiende los intereses de Puertas.

## Fiestas
Cada pueblo de la parroquia celebra sus propias fiestas.
- El Escobal celebra San Ildefonso en enero.
- Pandiello celebra Santo Tomás el último sábado de septiembre.
- Puertas celebra Las Nieves el día 5 de agosto y Las Nievinas el día 6 de agosto. El día los críos se celebra el sábado siguiente a Las Nieves.
- Santolaya, el sábado inmediato al 10 de diciembre se celebra en Puertas sede de la parroquia.

## Emigración
Como el conjunto de parroquias asturianas la de Puertas conoció y conoce la emigración. Dependiendo de la época histórica los destinos fueron variados encontrándose México, Cuba, Venezuela y Argentina como los territorios de mayor acogida en América. Durante el siglo XX las corrientes migratorias fluyeron hacia destinos europeos como Bélgica, Francia o Alemania. En el ámbito de la península ibérica durante el siglo XIX destaca la emigración a Sevilla, ciudad andaluza que mantuvo el monopolio de los viajes a América, así como a Madrid. La emigración a otros concejos asturianos es importante, especialmente a partir de la década de 1950 en la que numerosas familias se desplazan desde Puertas al centro de Asturias. 

## Hijos ilustres
- Miguel Rojo Borbolla, fotógrafo.
- Victorio Fernández Lascoiti, natural de Puertas, ministro de Hacienda en 1857 y 1864
- Eugenio Álvarez Díaz, fundador del Instituto Samper de pedagogía y miembro de la Academia Hispano Mexicana.
- Josefina Álvarez Díaz, conocida como Josefina Díaz de Cánovas
- Aniceto Pérez Cardín 1886-1956. Indiano en México junto con sus hermanos dueños del Hotel Reforma en el D.F. De regreso fue Dueño del Molino del Taranguin y Posadero.